# Перса
Перса (грец. Πέρση) — у давньогрецькій міфології — океаніда; за однією з міфологічних версій, дружина Геліоса, мати короля Тавріди Перса, Кірки й Пасіфаї.